# Portell de Morella (kommunhuvudort)
Portell de Morella är en kommunhuvudort i Spanien.   Den ligger i provinsen Província de Castelló och regionen Valencia, i den östra delen av landet, 290 km öster om huvudstaden Madrid. Portell de Morella ligger 1 079 meter över havet och antalet invånare är 246.
Terrängen runt Portell de Morella är kuperad. Runt Portell de Morella är det ganska glesbefolkat, med 26 invånare per kvadratkilometer. Närmaste större samhälle är Villafranca del Cid, 11,5 km söder om Portell de Morella. Trakten runt Portell de Morella består i huvudsak av gräsmarker.